# フー・アイ・アム・ヘイツ・フー・アイヴ・ビーン
フー・アイ・アム・ヘイツ・フー・アイヴ・ビーン（Who I Am Hates Who I've Been）は、アメリカ合衆国のロックバンド、リライアントKによる2005年のシングル。2004年にリリースされたアルバム、「ビー・マイ・エスケイプ (Mmhmm) 」からのシングルである。

## 収録曲
1. "フー・アイ・アム・ヘイツ・フー・アイヴ・ビーン" (ラジオ)
2. "フー・アイ・アム・ヘイツ・フー・アイヴ・ビーン" (アンプラグド)